# Marcallo con Casone
Marcallo con Casone är en kommun i storstadsregionen Milano, innan 31 december 2014 i provinsen Milano, i regionen Lombardiet i Italien. Kommunen hade 6 158 invånare (2018).